# Verkehrsverbund Rhein-Sieg
Verkehrsverbund Rhein-Sieg (VRS, Związek Komunikacyjny Renu-Sieg) – związek komunikacyjny działający w regionie Kolonii/Bonn w Nadrenii Północnej-Westfalii w Niemczech.
Założone 1 września 1987, operuje na obszarze 5 111 km² o ludności 3,3 milionów osób. W roku 2009 z sieci VRS skorzystało 494 milionów pasażerów. Verkehrsverbund Rhein-Sieg zostało nazwane za rzekami Ren (Rhein) i Sieg.

## Przedsiębiorstwa komunikacyjne
Przedsiębiorstwa komunikacyjne zrzeszone w VRS to:
| - Bahnen der Stadt Monheim GmbH (BSM) - Busverkehr Rheinland (BVR) - DB Regio NRW - Hessische Landesbahn - Kreisverkehrsgesellschaft Euskirchen (KVE) - Kölner-Verkehrs-Betriebe (KVB) - Martin Becker GmbH & Co. KG (MB) - national express (NX) - Oberbergische Verkehrs-AG (OVAG) - Rhein-Erft-Verkehrsgesellschaft mbH (REVG) - Rhein-Sieg-Verkehrsgesellschaft mbH (RSVG) - Regiobus Rheinland GmbH (RBR) - Regionalverkehr Köln (RVK) - Rurtalbus | - Karl Schäfer Omnibusreisen - StadtBus Dormagen - Stadtwerke Bonn-Verkehrs GmbH (SWBV) - Stadtwerke Brühl (STWB) - Stadtverkehrsgesellschaft Bergisch Gladbach GmbH - Stadtverkehr Euskirchen (SVE) - Stadtverkehr Hürth (SVH) - Stadtwerke Wesseling GmbH (SWW) - Tirtey Reisen (TI) - trans regio Deutsche Regionalbahn GmbH (TR) - Transdev SZ (SZ) - Verkehrsbetrieb Hüttebräucker - Verkehrsgesellschaft Bergisches Land (VBL) - Westerwaldbahn (WEBA) - wupsi GmbH (wupsi) |

## Miasta i gminy
Najważniejsze miasta i gminy w VRS to:
| - Alfter - Bad Honnef - Bad Hönningen - Bad Münstereifel - Bedburg - Bergheim - Bergisch Gladbach - Bergneustadt - Blankenheim - Bonn - Bornheim - Brühl - Burscheid - Dahlem - Dormagen - Eitorf - Elsdorf - Engelskirchen - Erftstadt - Euskirchen - Frechen - Gerolstein - Gummersbach - Hellenthal | - Hennef - Hückeswagen - Hürth - Kall - Kerpen - Kolonia - Königswinter - Kürten - Leichlingen (Rheinland) - Leverkusen - Lindlar - Linz am Rhein - Lohmar - Marienheide - Meckenheim - Mechernich - Monheim am Rhein - Morsbach - Much - Nettersheim - Neunkirchen-Seelscheid - Neuwied - Niederkassel - Nümbrecht | - Odenthal - Overath - Pulheim - Radevormwald - Reichshof - Rheinbach - Rösrath - Ruppichteroth - Sankt Augustin - Schleiden - Siegburg - Swisttal - Troisdorf - Unkel - Wachtberg - Waldbröl - Weilerswist - Wermelskirchen - Wesseling - Wiehl - Windeck - Wipperfürth - Zülpich |